# 元景略
元 景略（げん けいりゃく、470年 - 516年）は、北魏の皇族。楽陵恵王。字は世彦。

## 経歴
楽陵王元思誉の子として生まれた。宣武帝のとき、楽陵王の封を嗣いだ。永平年間、驍騎将軍の位を受けた。延昌末年、持節・冠軍将軍・豳州刺史に任じられた。516年（熙平元年）9月24日、死去した。享年は47。冠軍将軍・豫州刺史の位を追贈された。諡は恵王といった。

## 妻子

### 妻
- 蘭将（478年 - 528年、趙平郡太守の次女）

### 子
- 元覇（字は休邦、楽陵王、東魏の武定年間に鉅鹿郡太守、北斉が建国されると爵位を降格された）

## 伝記資料
- 『魏書』巻19下 列伝第7下
- 『北史』巻18 列伝第6
- 魏故持節督幽豫二州諸軍事冠軍将軍豫州刺史楽陵王元君墓誌銘（元彦墓誌）
- 魏元氏故蘭夫人墓誌銘（蘭将墓誌）